# Hamataliwa barroana
Hamataliwa barroana är en spindelart som först beskrevs av Chamberlin och Ivie 1936.  Hamataliwa barroana ingår i släktet Hamataliwa och familjen lospindlar. Inga underarter finns listade i Catalogue of Life.